# Taco

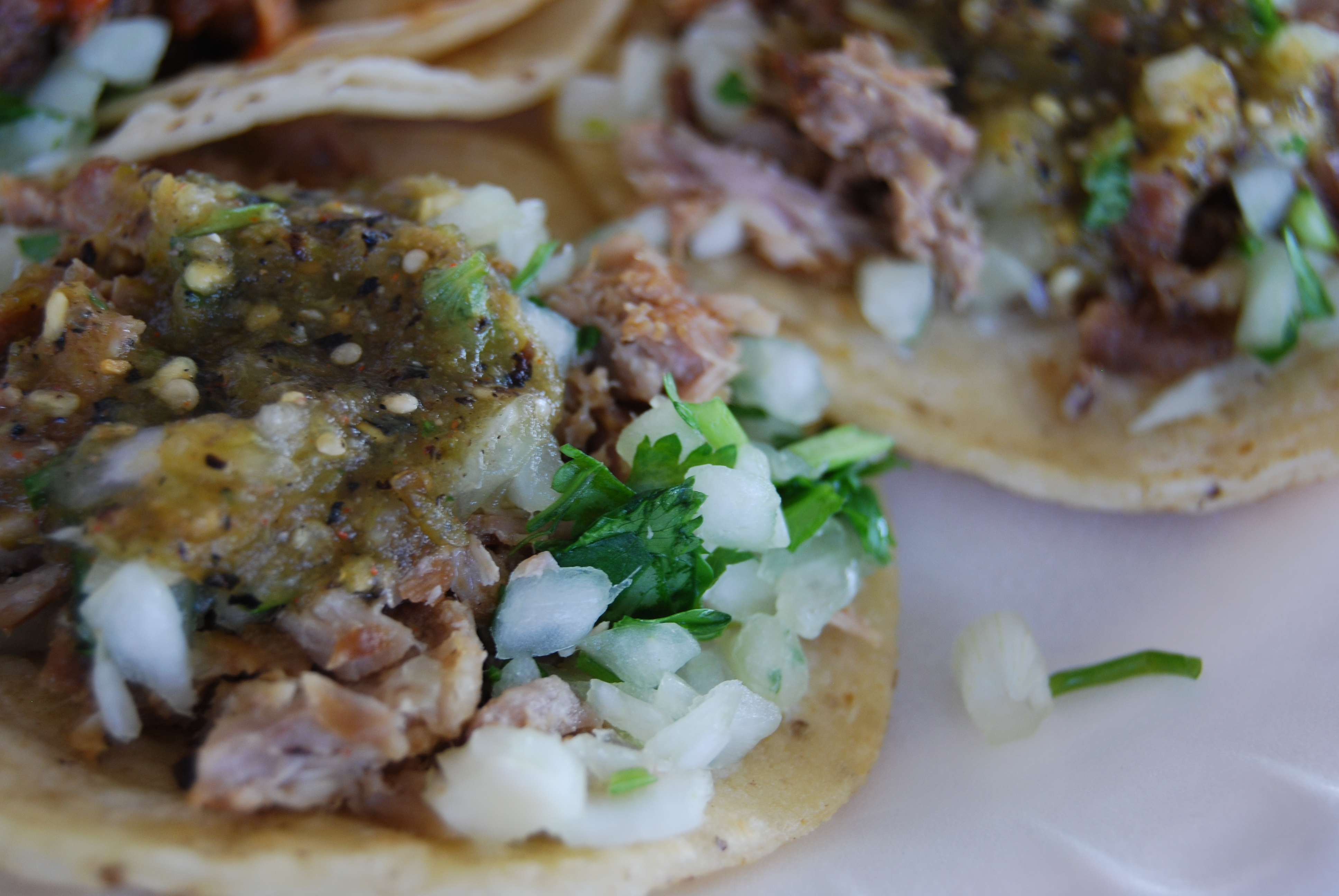
Daus de carnitas

El taco és un plat de la gastronomia de Mèxic que consisteix en una tortilla doblegada o enrotllada per a ficar-hi uns quants ingredients. És una recepta fonamental i molt fàcil de fer, perquè el taco es pot farcir de qualsevol guisat de carn o verdures, o les dues alhora. Es menja directament amb les mans i sol anar acompanyat per salsa picant, vermella o verda, en general, però també s'acompanya amb qualsevol dels múltiples tipus de salses i amaniments propis de la cuina mexicana tradicional. La massa per a fer la «tortilla» pot ser de blat de moro o de blat.

## Tacos tradicionals
Hi ha diversos tipus de tacos tradicionals:

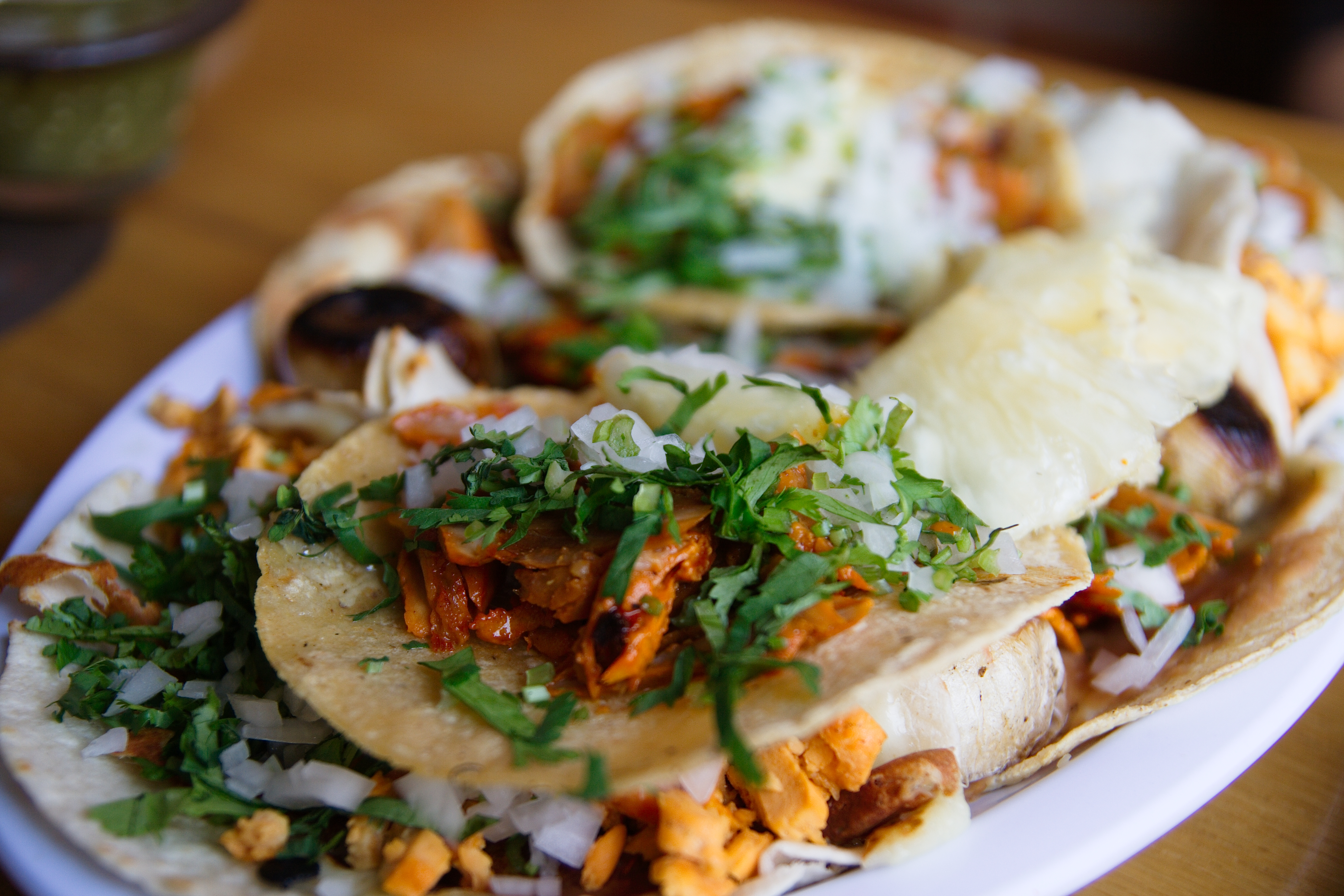
Tacos al pastor fets amb carn marinada.

- Tacos al pastor o tacos marinats estan fets de filets de porc prims assaonats amb el condiment adob, després són inclinats i solapats els uns sobre els altres sobre una cassola de cuita vertical i es rosteixen mentre giren.[1][2]
- Tacos de rostidor poden estar compostos del següent: carn rostida; "tacos de tripes, a la planxa fins que estiguen cruixents; i, xoriço rostit (embotit cru). Cadascun d'ells es serveix en dos truitetes de dacsa solapades, i de vegades guarnit amb guacamole, salsa tex-mex,[1][2] cebes, i fulla de coriandre. També preparat a la graella hi existeix un taco-sàndwitx dit mulita ("mula menuda") fet amb carn servida entre dues truites de dacsa i guarnit amb formatge d'Oaxaca. "Mulita" és usat per a descriure estos tipus de tacos-sàndwitxes en els estats del nord de Mèxic, mentre que al sud de Mèxic són coneguts com a gringues i preparats fent servir truites de farina de blat.